# Anacleto Rodríguez
Anacleto Rodríguez fou un polític valencià, alcalde d'Alacant durant la Primera República Espanyola. Va substituir en l'alcaldia el carismàtic Eleuterio Maisonnave Cutayar, qui en proclamar-se la Primera República Espanyola fou nomenat ministre de governació. Va estar en el càrrec només uns mesos, després del fracàs del fracàs del moviment cantonalista a Alacant.